# Schenklengsfeld
Schenklengsfeld – miejscowość i gmina w Niemczech, w kraju związkowym Hesja, w rejencji Kassel, w powiecie Hersfeld-Rotenburg.